# سينديا
سينديا، (بالإنجليزية:  Sindia)‏، (سردينيا: Sindìa)، هي بلدية في مقاطعة نوورو في المنطقة الإيطالية سردينيا، وتقع على بعد حوالي 130 كم (81 ميل) شمال غرب كالياري، وحوالي 60 كم (37 ميل) غرب نوورو. في 31 ديسمبر 2004 ، كان عدد سكانها 1900 نسمة ومساحة 58.3 كيلومتر مربع (22.5 ميل مربع). 

## السكان
في سنة 1861 بلغ عدد السكان 1٬491 نسمة، وتطور العدد ليصل في سنة 2011 لـ 1٬811 نسمة.
يظهر هذا المخطط البياني تطور النمو السكاني لـ سينديا

## أعلام
- جيوفاني دل ريو